# Trychnosoma ernobii
Trychnosoma ernobii är en stekelart som beskrevs av Karl-Johan Hedqvist 1974. Trychnosoma ernobii ingår i släktet Trychnosoma och familjen puppglanssteklar.
Artens utbredningsområde är Sverige. Arten är reproducerande i Sverige. Inga underarter finns listade i Catalogue of Life.